# Pontificio Istituto di Archeologia Cristiana

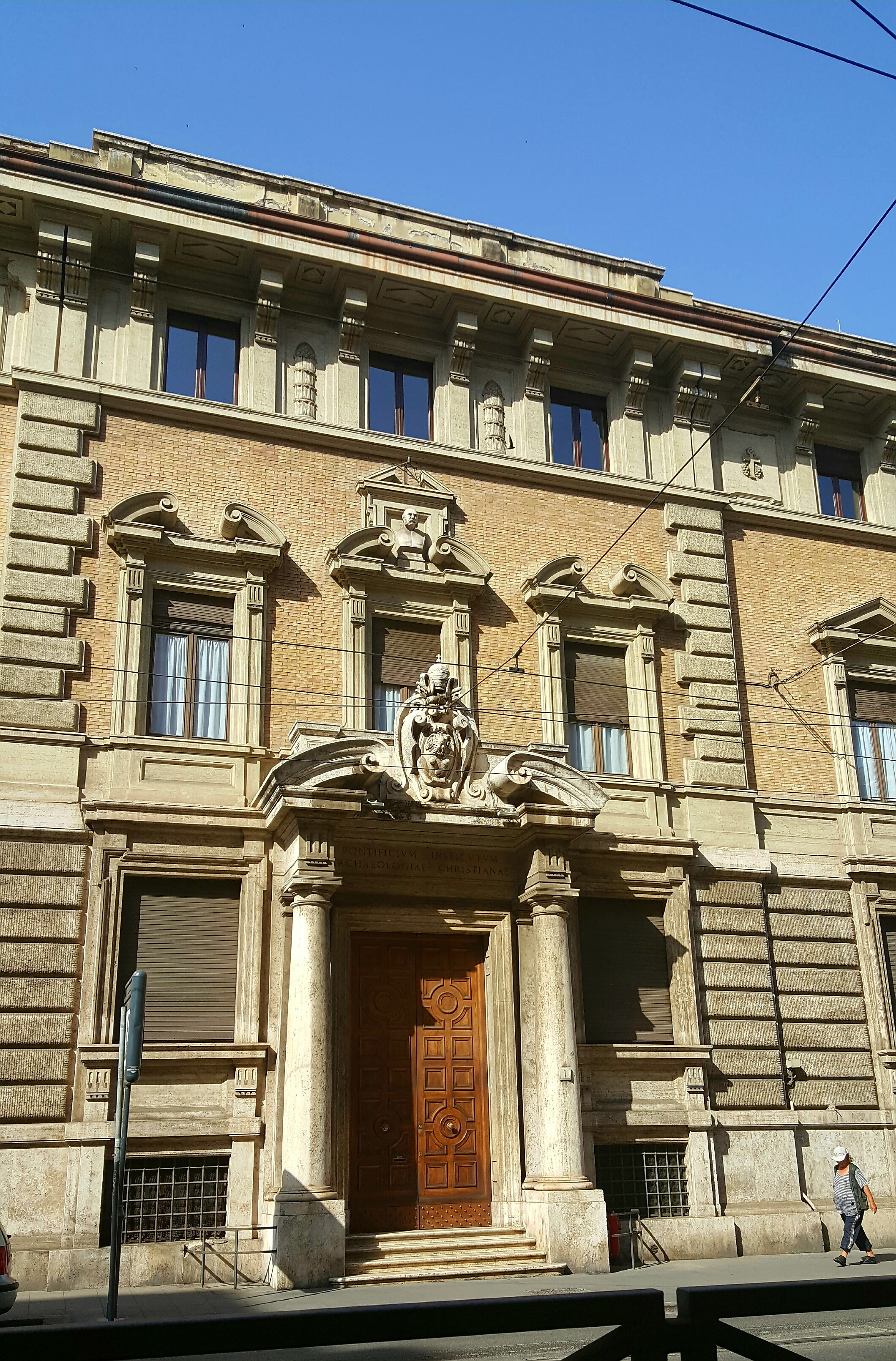
Gebäude des Pontificio Istituto di Archeologia Cristiana

Das Pontificio Istituto di Archeologia Cristiana (PIAC) (Päpstliches Institut für Christliche Archäologie) ist ein Institut zur Erforschung und Lehre der Christlichen Archäologie in Rom.

## Überblick
Das Päpstliche Institut für christliche Archäologie wurde am 11. Dezember 1925 durch das päpstliche Motu proprio I primitivi cemeteri von Papst Pius XI. als akademische Einrichtung neben der Pontificia Accademia Romana di Archeologia und der Pontificia Commissione di Archeologia Sacra gegründet. 1927 übertrug Pius XI. das heute genutzte Gebäude dem Institut. Die ersten Professoren waren Johann Peter Kirsch, Joseph Wilpert, Henri Quentin, Angelo Silvagni und Enrico Josi.
An dem Institut wird ein Aufbaustudiengang in Christlicher Archäologie angeboten, der unter anderem die Fächer Geschichte der christlichen Archäologie, Topographie, Ikonografie und Hagiographie, Epigraphik und Architektur umfasst. Zulassungsbedingung ist ein absolviertes Erststudium, Abschlüsse sind Lizentiat und Doktorat.
Großkanzler der Hochschule ist seit 2022 José Tolentino Kardinal Calaça de Mendonça, Präfekt des Dikasteriums für die Kultur und die Bildung. Rektor ist seit 2020 der Kirchenhistoriker und Christliche Archäologe Stefan Heid.
Zusammen mit der Pontificia Commissione di Archeologia Sacra ist das PIAC Herausgeber der Rivista di Archeologia Cristiana. Das Institut publiziert ferner mehrere wissenschaftliche Reihen. Seit 2016 führt es Grabungen in Riva Ligure und seit 2018 in Adulis (Eritrea) durch. Die Professoren des PIAC bilden das Ständige Organisationskomitee (Comitato promotore permanente) der Internationalen Kongresse für Christliche Archäologie.

## Rektoren
- Johann Peter Kirsch (1925–1941)
- Pio Franchi de’Cavalieri (1941–1942, kommissarisch)
- Giuseppe Bruno (1942–1946, kommissarisch)
- Lucien de Bruyne (1946–1961)
- Joseph Darsy (1961–1967)
- Enrico Josi (1967–1970)
- Victor Saxer (1970–1973)
- Antonio Ferrua (1973–1979)
- Umberto Maria Fasola (1979–1982)
- Victor Saxer (1982–1992)
- Patrick Saint-Roch (1992–1998)
- Philippe Pergola (1998–2004)
- Danilo Mazzoleni (2004–2007)
- Vincenzo Fiocchi Nicolai (2007–2013)
- Danilo Mazzoleni (2013–2020)
- Stefan Heid (seit 2020)